# Adam Silver
Adam Silver (1962. április 25. –) amerikai jogász, aki a National Basketball Association (NBA) ötödik és jelenlegi biztosa. 1992-ben csatlakozott az NBA-hez és különböző pozíciókat töltött be a ligában 2006-ig, mentora és az NBA előző biztosa, David Stern alatt. Mikor Stern 2014-ben visszavonult, Silvert nevezték az új biztosnak.
Miközben biztos volt, a liga népszerűsége világszerte, leginkább Kínában nőtt. 2014-ben kényszerítette Donald Sterlinget, hogy adja el a Los Angeles Clippers csapatát, miután az rasszista kijelentéseket tett, majd élete végéig eltiltott a sporttól.

## Fiatalkora
Silver amerikai zsidó családba született. Apja, Edward Silver (1921–2004) jogász volt, aki a Proskauer Rose munkatársa volt. Silver Rye-ban nőtt fel New Yorkban, Westchester megyében. 1980-ban fejezte be középiskolai tanulmányait.
Tanulmányait a Duke Egyetemen folytatta, ahol 1984-ben végzett. 1984 és 1985 között a Les AuCoin-nak dolgozott, aki az Egyesült Államok Képviselőházának tagja volt. 1988-ban fejezte be jogi tanulmányait a Chicagói Egyetemen.

## NBA-karrier
Mielőtt biztos lett, Silver helyettes biztos volt az NBA-ben nyolc évig David Stern alatt. Ebben a hivatalban szerepe volt a NBPA-vel kötött szerződések létrejöttében, a WNBA, az NBA D-League fejlődésében, a Turner Broadcastinggel kötött egyezmény létrehozásában és az NBA China megalapításában.
Korábban nyolc évet töltött el az NBA Entertainment elnökeként és COO-jaként. Mióta 1992-ben csatlakozott az NBA-hez, volt senior alelnök, COO, az NBA kabinetfőnöke, különleges asszisztens és biztos.
Az NBA Entertainmentnél töltött ideje alatt Silver executive producere volt a Michael Jordan to the Max filmnek és a Whatever Happened to Micheal Ray? dokumentumfilmnek. Dolgozott a Like Mike és a Year of the Yao filmeken is.

### Biztosként
2012. október 25-én David Stern bejelentette, hogy támogatni fogja Silvert, mint a következő NBA-biztos, mikor bejelentette, hogy 2014. február 1-én le fog mondani.
2014. április 25-én a TMZ Sports kiadott egy videót, amelyben a Los Angeles Clippers tulajdonosa, Donald Sterling beszélgetett párjával, rasszista kijelentéseket téve. 2014. április 29-én erre válaszként Silver bejelentette, hogy élete végéig eltiltja Sterlinget az NBA-től, illetve megbünteti 2,5 millió dollárra, amely a legmagasabb lehetséges kiszabott pénzbüntetés. Silver megfosztotta Sterlinget minden hatalmától a Clippers fölött és felszólította a további tulajdonosokat, hogy szavazással távolítsák el a ligából. Sterlinget eltiltották attól, hogy belépjen a Clippers épületeibe, illetve, hogy megtekintsen NBA-mérkőzéseket. Ez minden idők egyik legszigorúbb kiszabott büntetése volt egy sportcsapat tulajdonosára.
2014. november 13-án Silver kiadott egy írást a The New York Times-ban, ahol bejelentette, hogy támogatja a szabályozott sportfogadás legalizálását.
2019. október 4-én Daryl Morey, a Houston Rockets ügyvezetője egy tweetben kiállt a 2019–2020-as hongkongi tüntetések mellett, amit később törölt. Október 6-án Morey és az NBA kiadott közleményeket. Morey megjegyezte, hogy nem tervezett senkit megbántani, míg az NBA azt mondta, hogy a tweet „sajnálatos” volt. Az Egyesült Államok több politikusa is kritizálta a közleményeket. Október 7-én Silver megvédte a liga válaszát a tweetre, illetve kijelentette, hogy Morey-nak joga van saját véleményéhez. Nem sokkal ezt követően megromlott az NBA és Kína közötti kapcsolat. Kína kormánya negatívan reagált és megfenyegette a ligát, hogy elvágja kötelékeit az amerikai sportbajnoksággal. Silver a következőt mondta: „Elkerülhetetlen, hogy embereknek a világ körül—beleértve Amerikát és Kínát—különböző nézőpontja lesz különböző problémákon.... Az NBA-nek nem szerepe, hogy ítélkezzen ezen különbségek fölött.” A kínai okostelefon-gyártó cég, a Vivo befejezte közreműködését az NBA-vel, nemzeti érdekekre hivatkozva.
2020. március 11-én Silver felfüggesztette a 2019–2020-as NBA-szezont a Covid19-pandémia miatt. 2020. június 4-én bejelentették, hogy a szezon 22 csapattal újra fog kezdődni az NBA-buborékon belül. A projekt 170 millió dollárba került, hogy megvédjék a liga játékosait, edzőit és sikeresen befejezzék a szezont. Silver szerint a buborék sikeresebb volt, mint várták.

## Elismerések
2016-ban a Sports Business Journal első helyre helyezte Silvert a Sport Business 50 Legbefolyásosabb Embere listán. 2015-ben Silvert az év ügyvezetőjének nevezte a Sports Business Journal. Ugyanebben az évben egyike volt a Time 100 Legbefolyásosabb Embere listának és a Fortune 50 Legjobb vezető listának.
2014-ben a Sports Illustrated Az év ügyvezetőjének nevezte.

## Magánélet
Silver 2015-ben házasodott össze Maggie Silverrel. Két lányuk van, az első, Louise 2017 áprilisában, a másik 2020 májusában született.